# Лез-Эвель
Лез-Эве́ль (фр. Les Ayvelles) — коммуна во Франции, находится в регионе Шампань — Арденны. Департамент — Арденны. Входит в состав кантона Флиз. Округ коммуны — Шарлевиль-Мезьер.
Код INSEE коммуны — 08040.
Коммуна расположена приблизительно в 200 км к северо-востоку от Парижа, в 90 км севернее Шалон-ан-Шампани, в 7 км к юго-западу от Шарлевиль-Мезьера.

## Население
Население коммуны на 2008 год составляло 886 человек.
| 1962 | 1968 | 1975 | 1982 | 1990 | 1999 | 2008 |
| ---- | ---- | ---- | ---- | ---- | ---- | ---- |
| 410  | 418  | 511  | 603  | 816  | 768  | 886  |

## Администрация
| Период | Период | Фамилия         | Партия | Должность |
| ------ | ------ | --------------- | ------ | --------- |
| 2001   | 2008   | Робер Бине      |        |           |
| 2008   | 2014   | Жак Брагантини  |        |           |
| 2014   | 2020   | Филипп Лебретон |        |           |

## Экономика
В 2007 году среди 588 человек в трудоспособном возрасте (15—64 лет) 456 были экономически активными, 132 — неактивными (показатель активности — 77,6 %, в 1999 году было 65,6 %). Из 456 активных работали 428 человек (225 мужчин и 203 женщины), безработных было 28 (10 мужчин и 18 женщин). Среди 132 неактивных 52 человека были учениками или студентами, 33 — пенсионерами, 47 были неактивными по другим причинам.

## Фотогалерея

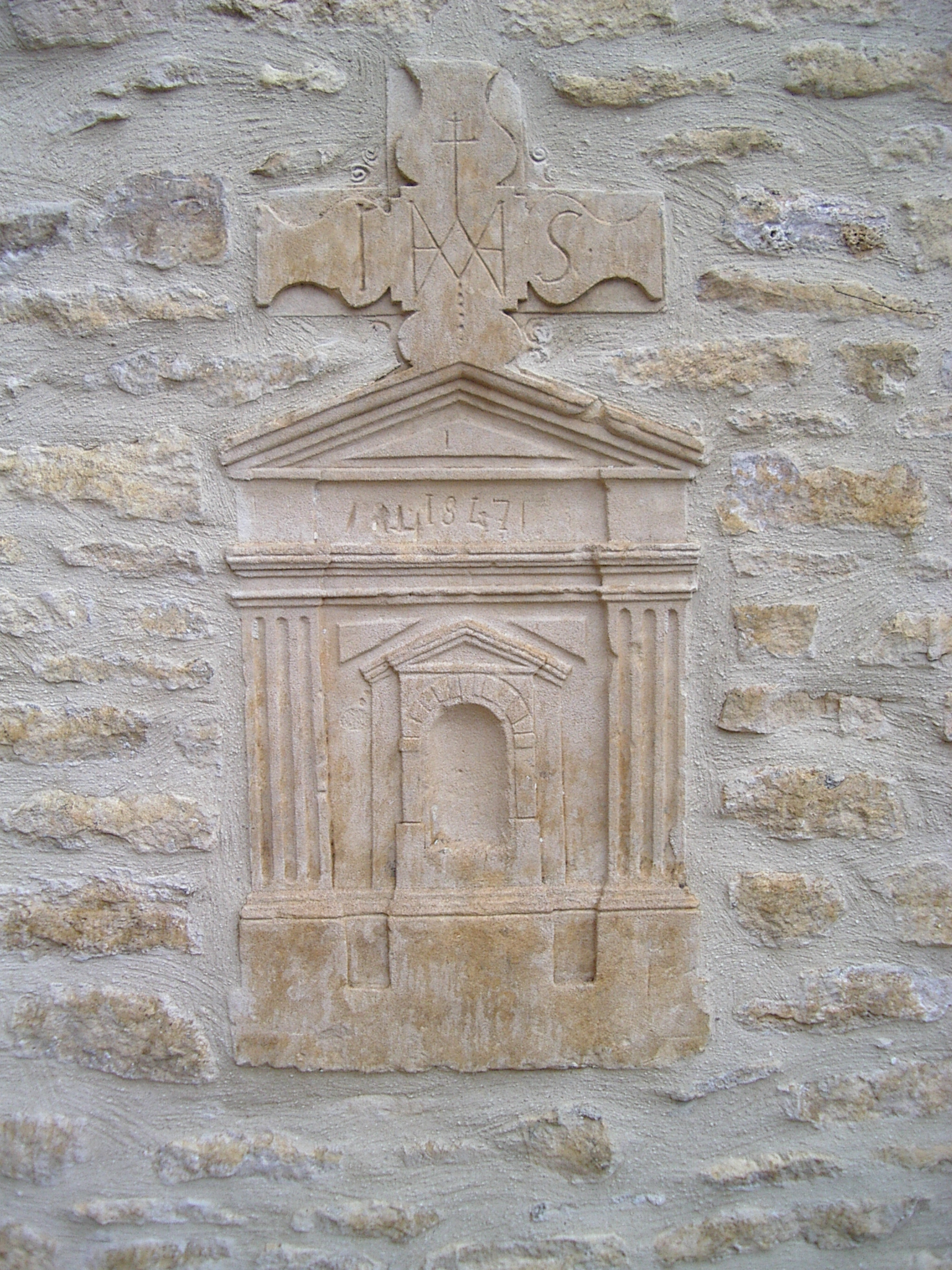
Барельеф на стене церкви
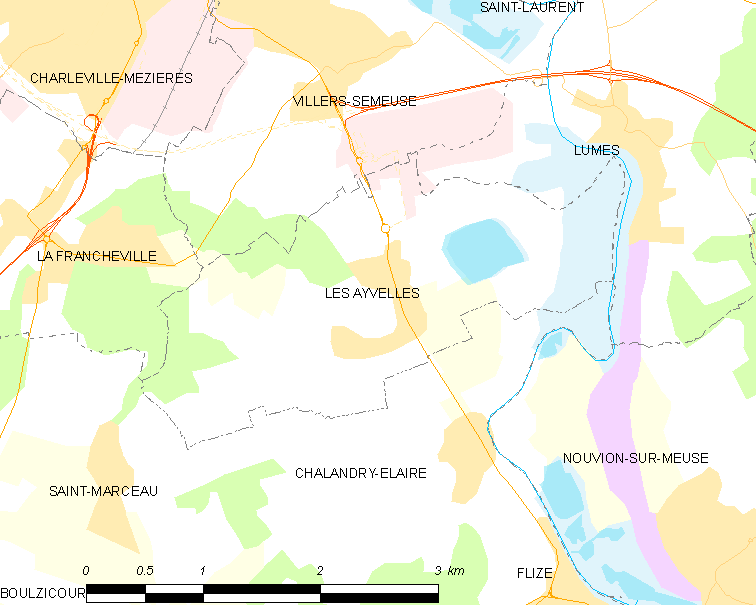
Карта коммуны